# Orithye (Amazone)
Pour les articles homonymes, voir Orithye (homonymie).

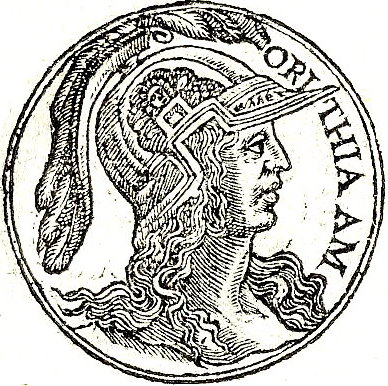
Portrait issu du livre iconographique Promptuarii Iconum Insigniorum de Guillaume Rouillé

Orithye ou Orithya (« La femme redoutable dans la montagne ») était, selon la mythologie grecque et la mythologie romaine, la fille de Marpésia. Après le décès de sa mère, Orithye devint la nouvelle reine des Amazones. Elle co-régna avec Antiope, citée parfois comme étant sa sœur,. Ses techniques de guerre furent exceptionnelles et amenèrent beaucoup d'honneurs à l'empire Amazone,.
L'historien Justin déclare dans l'épitomé de Trogue Pompée, Historiae philippicae et totius mundi origines et terrae situs, qu'Orithye était une figure clé de l'histoire d'Héraclès dans sa quête pour la ceinture d'Hippolyte.

## Représentations dans les arts après l'Antiquité
Giovanni Boccacio consacre un chapitre à Orithye dans son ouvrage Sur les femmes célèbres publié en 1374.
En 1749, Anne-Marie du Boccage compose une tragédie, Les Amazones, dont Orithye est l'un des personnages principaux. Elle y capture Thésée puis en tombe amoureuse.
Orithye figure parmi les 1 038 femmes représentées dans l'œuvre d'art contemporain The Dinner Party (1979) de Judy Chicago. Son nom y est associé aux Amazones.